# Ручной типографский станок

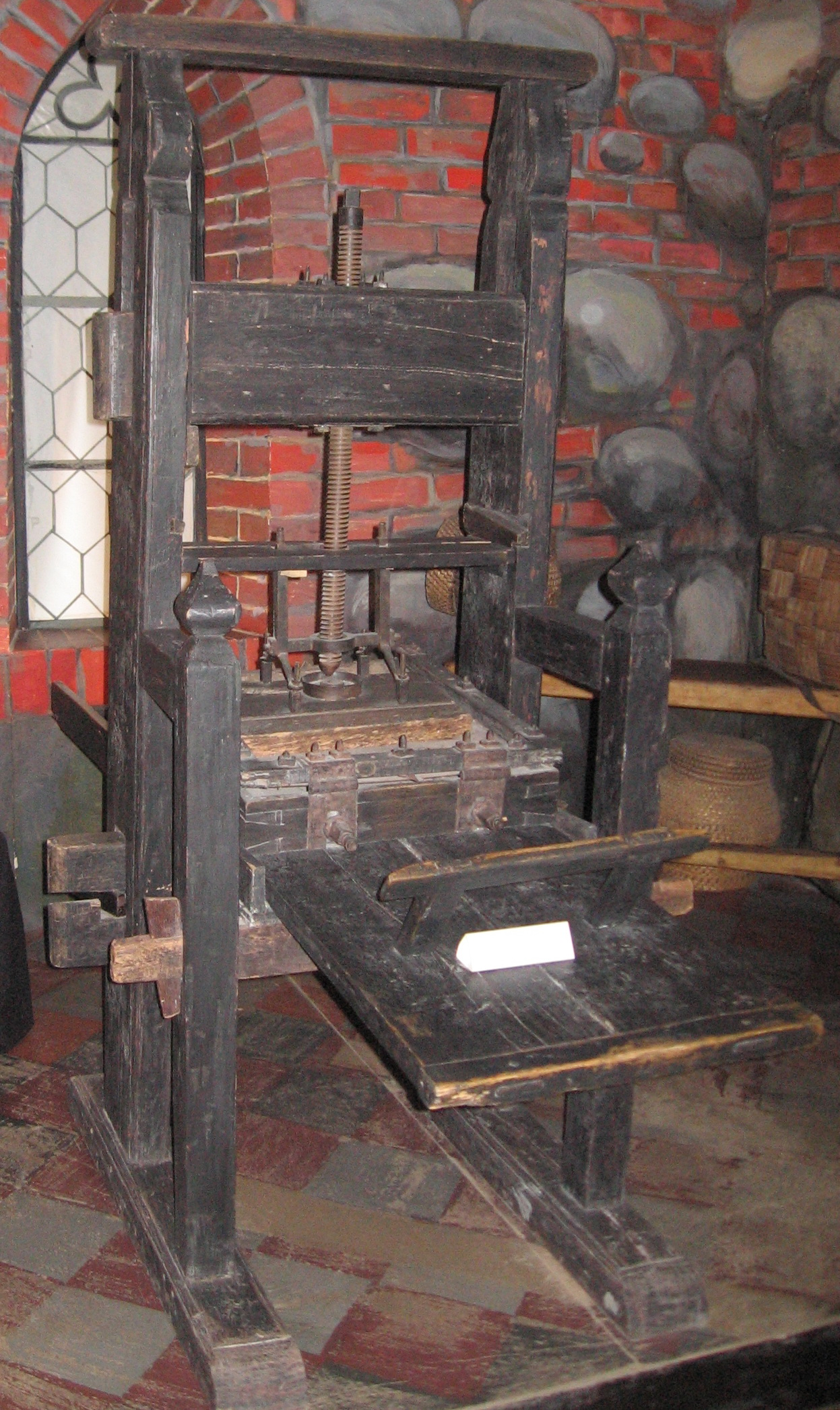
Печатный станок Гутенберга (реконструкция)

Ручно́й типогра́фский стано́к представляет собой механический пресс, с помощью которого изображение (как правило, текст) переносится на бумагу или иной материал посредством красочной печатной формы.
В Европе ручной типографский станок первым применил Иоганн Гутенберг в середине 1440-х годов. Считается, что в основу его изобретения легли аналогичные механизмы винного пресса и пресса бумагоделательного производства. Изобретения Гутенберга очень скоро распространились по всей Европе, а потом — и по всему миру.
Открытие первой типографии в России относят к 1553 году. Её основателями стали Иван Фёдоров и Пётр Мстиславец (ученики датчанина Ганса Мессингейма, посланного датским королём к Ивану Грозному). Первой отпечатанной книгой стал «Апостол».
Считается, что печатный станок и подвижные литеры стали одним из ключевых факторов, ускоривших наступление Ренессанса.